# Ninet Tayeb
Ninet Tayeb   (Qiryat Gat, 21 d'octubre de 1983) és una actriu i cantautora israeliana.

## Trajectòria
Tayeb es donà a conéixer l'any 2003, en participar en el programa musical Kochav Nolad: després de mamprendre carrera com a cantautora, protagonitzà un reality show intitulat Hashir Shelanu, basat en la seua vida. El 2016 s'instal·là a Los Angeles per a treballar la projecció internacional de la seua música, amb un canvi d'estil del pop al rock; l'any 2018 protagonitzà la sèrie israeliana When Heroes Fly, oferida més tard per Netflix, i el 2019 participà en l'edició dels cinquanta anys del festival de Woodstock.
D'ençà, publicà cinc discs i telonejà els concerts d'artistes internacionals com Cindy Lauper, Robbie Williams o Alanis Morissette a Israel.
L'any 2010 protagonitzà el musical Spring Awakening, basat en l'obra de Frank Wedekind: la crítica trobà regular la seua actuació i la idoneïtat de la seua veu, junt amb la d'un altre protagoniste, Ido Bartal.
L'any següent oferí un concert amb la Ra'anana Symphonette de fusió de rock amb música clàssica.
El 2012 participà en el festival de música Yemei Zemer en duo amb Shalom Hanoch, un veterà de la música popular israeliana.
El 2013 actuà en la gala de l'associació Life's Door-Tishkofet, i hi interpretà cançons alienes com "Crazy" o "Hallelujah".

## Vida privada
El 2005 Tayeb, que llavors protagonitzava el programa Hashir Shelanu, començà una relació amb el presentador Yehuda Levi que durà huit anys, sotmesa al xafardeig de la premsa rosa israeliana.
El 2013 s'afegí, junt amb altres personalitats israelianes, a una campanya a favor del dret a un ventre de lloguer en suport a una parella gai.
En febrer del 2020, Tayeb retornà a Israel per ajudar la seua germana en els preparatius del casament: encara que només havia de passar-hi un mes, l'estada s'allargà per mor de la pandèmia per coronavirus de 2019-2020: la boda de sa germana se suspengué i, al juny, Ninet anuncià que havia donat positiu en una prova de detecció de COVID-19 després d'assabentar-se que havia estat en contacte amb una altra persona infectada i de passar cinc dies aïllada amb la seua filla, que llavors tenia cinc anys.